# Герб Республики Коми
Герб Республики Коми (коми Коми Республикаса канпас) — официальный государственный символ Республики Коми наряду с флагом и гимном. Зарегистрирован под № 153 в Геральдическом регистре России.

## Описание
Представляет собой исполненное по мотивам пермского звериного стиля изображение золотой хищной птицы, помещённой на красном геральдическом щите; на груди птицы — лик человека в обрамлении шести лосиных голов.

## История

### Исторические «гербы»
На месте современного Удорского района Республики Коми существовала Удорская область, являвшаяся одной из Титульных земель российских императоров. Герб этой земли входил в число первых 26 титульных гербов с большой печати Ивана Грозного. Позже итальянский геральдмейстер изменил внешний облик герба согласно законам геральдики. Удорский герб представлял собой щит «французской» формы, на черном поле которого изображена лисица с поднятой передней лапой, смотрящая вперед, с червлеными глазами и языком. В соответствии с символикой черный цвет соответствует земле и холоду, обозначает скромность, смирение, печаль. Червлень — символ храбрости, неустрашимости. Лис на гербе означает живость и остроту ума. Удорская эмблема в виде лисицы в качестве элемента государственной печати конца XVI столетия символизировала территорию Коми как часть единого русского государства.

### Советская символика
Автономные области не имели права иметь свою символику, поэтому Коми АО была без своих государственных элементов. Но по Конституции СССР 1936 года Коми АО была переименована в Коми АССР и по конституции Автономной Республики (1937 года) у неё появились свои флаг и герб. Логично, что они мало чем отличались от подобных элементов своей альма-матер в лице РСФСР.
По версии 1978 года «Государственным гербом Коми Автономной Советской Социалистической Республики является Государственный герб РСФСР, представляющий собой изображение серпа и молота на красном фоне, в лучах солнца и в обрамлении колосьев, с надписью: „РСФСР“ на русском языке и „Пролетарии всех стран, соединяйтесь!“ на русском и коми языках с добавлением под надписью „РСФСР“ буквами меньшего размера надписи „Коми АССР“. В верхней части герба — пятиконечная звезда». В более ранней версии пятиконечная звезда отсутствовала. Герб Коми АССР принятый 1937 году, почти полностью повторял собой герб РСФСР. Исключение составляли лишь надписи «РСФСР» и «Пролетарии всех стран, соединяйтесь!». Они приводились на двух языках: коми и русском. Этот герб с небольшими изменениями, внесенными в 1978 году, существовал вплоть до 1994 года.
- Герб Коми АССР (1937—1978)
- Герб Коми АССР (1978—1994)

### Современный этап
В современной истории Республика Коми имеет один герб, один флаг и гимн.
Герб был утвержден 6 июня 1994 года. Как известно, Герб Республики Коми представляет собой исполненное по мотивам пермского звериного стиля изображение золотой хищной птицы, помещенной на красном геральдическом щите; на груди птицы — лик женщины в обрамлении шести лосиных голов.
В целом, конечно, удивительная история, потому что в сонм геральдических животных, которые кочуют с одного герба на другой (орлы, медведи, львы и так далее) вошли представители в общем-то языческого художественного промысла. Пермский звериный стиль (культовое литье) это художественная бронзовая металлопластика III—XII в. н. э. Ареал распространения — лесная и лесотундровая зоны северо-восточного Урала и западной Сибири от Камского и Вятского бассейна до Енисея и Оби. Безусловно, явление уникальное и сохранение памяти о нём — дело нужное. Но, как и многие вещи, ставшее парадоксальным в современном мире.